# Troika Games
Troika Games var ett datorspelsföretag som grundades 1998 av Tim Cain, Leonard Boyarsky och Jason Anderson, som tidigare hade haft stora roller i utvecklingen av Fallout.

## Företagshistorik

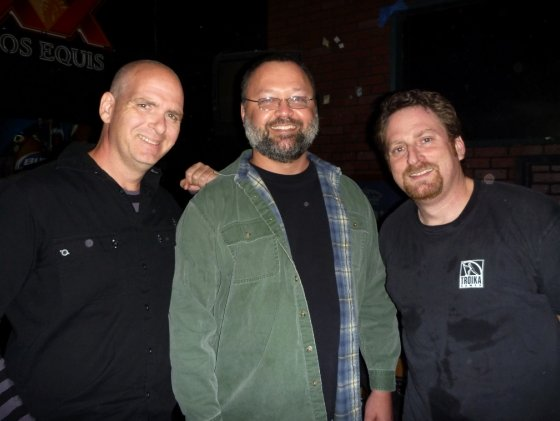
Medgrundarna av Troika Games: Jason Anderson, Tim Cain och Leonard Boyarsky.

Under 1997 arbetade Tim Cain, Leonard Boyarsky och Jason Anderson på Interplay Entertainment med uppföljaren till Fallout. Efter att det inledande designarbetet med Fallout 2 var klart kunde de inte komma överens med Interplay om hur arbetslaget skulle se ut framöver. De valde då att lämna Interplay och grunda ett nytt företag som skulle utveckla datorrollspel. Företaget grundades den första april 1998 och fick namnet Troika Games (det ryska ordet "Тройка" betyder en grupp på tre) då de var formgivare, konstnär och programmerare av Fallout.
Deras första spel var Arcanum: Of Steamworks and Magick Obscura (2001), ett rollspel som utspelade sig i en fantasy/steampunk-värld där kampen inte bara var mellan gott och ont utan också mellan magi och teknologi. 2003 kom sedan deras andra spel Temple of Elemental Evil, baserat på en gammal Dungeons & Dragons-modul.
Troikas sista spel var Vampire: The Masquerade – Bloodlines, baserat på White Wolfs rollspelsserie med samma namn. Spelet använde Valve Softwares Sourcemotor och släpptes samma dag som Half-Life 2.
De hade först planerat att bara utveckla spel med Sierra Entertainment som förlag, men varje spel publicerades av olika företag.
Efter att ha misslyckats med att hitta finansiering för kommande projekt var Troika tvungna att avskeda sina anställda mot slutet av 2004 och sedan lägga ner företaget den 24 februari 2005.

## Ludografi

### Utvecklade
- Arcanum: Of Steamworks and Magick Obscura (2001)
- The Temple of Elemental Evil (2003)
- Vampire: The Masquerade - Bloodlines (2004)

### Nedlagda
- Ej namngivet postapokalyptiskt datorrollspel
- Journey to the Center Of Arcanum
- Vampire: The Masquerade – Bloodlines 2